# 앙헬라 크레몬테
앙헬라 크레몬테(Ángela Cremonte, 1982년 4월 3일 ~ )는 스페인의 배우이다.